# Hylemera perrieri
Hylemera perrieri là một loài bướm đêm trong họ Geometridae.